# Anselm Salomon von Rothschild
Anselm Salomon von Rothschild (Fráncfort del Meno, Alemania, 29 de enero de 1803 - Viena, Imperio austríaco, 27 de julio de 1874) fue un banquero austríaco, fundador de la Creditanstalt, y miembro de la rama de Viena de la familia Rothschild.

## Literatura
- Rothschild Anselm Salomon Frh. von. G. Otruba. En: Österreichisches Biographisches Lexikon 1815–1950 (ÖBL) vol. 9, Verlag der Österreichischen Akademie der Wissenschaften, Viena 1988, ISBN 3-7001-1483-4, pp. 289